# Tomás Rincón
Tomás Eduardo Rincón Hernández (San Cristóbal, 13 de janeiro de 1988) é um futebolista venezuelano que atua como volante. Atualmente joga no Santos.

## Carreira
Começou a sua carreira como profissional na equipe subsidiária do Unión Maracaibo, que estava na Segunda Divisão da Venezuela, para depois assinar pelo Zamora. Estreia na maior categoria do futebol venezuelano, aos 19 anos, em 2007.
Em julho de 2008, passou a fazer parte do Deportivo Táchira. No entanto, com o destaque no clube aurinegro, foi anunciado como reforço do Hamburgo no início de 2009. Nessa nova equipe, o volante recebeu a camisa 25 e atuou ao lado do também venezuelano Juan Arango. No dia 10 de dezembro, Rincón renovou seu contrato com o clube alemão por quatro anos e meio.
Em janeiro de 2017, foi contratado pela Juventus por 8 milhões de euros. O jogador estreou pela Juve numa vitória por 3 a 0 sobre o Bologna. Na temporada 2022–23, Rincón foi titular em 30 partidas, atuando ao todo em 37 jogos e dando duas assistências.
Em 15 de agosto de 2023, teve a sua contratação anunciada pelo Santos com contrato até o fim de 2024. Estreou em 20 de agosto daquele ano, na vitória de 2 a 1 sobre o Grêmio, pela 20ª rodada do Campeonato Brasileiro. No primeiro jogo como capitão do Peixe, Rincón marcou seu primeiro gol pelo clube, na goleada do Santos sobre o Vasco por 4 a 1, na Vila Belmiro, pela 25ª rodada do Brasileirão. Ao final da temporada, seria rebaixado com o clube.
No ano seguinte, Rincón aceitou uma redução salarial e seguiu na equipe para a disputa da Série B do Campeonato Brasileiro, do qual foi campeão.

## Seleção Nacional
Após representar a Venezuela na categoria Sub-20, Rincón estreou pela Seleção Venezuelana principal no dia 3 de fevereiro de 2008, em um jogo contra o Haiti.
Convocado regularmente desde então, o jogador representou a Venezuela na Copa América de 2011,[carece de fontes?] 2015, 2016 e 2019.

## Títulos
Juventus
- Serie A: 2016–17
- Copa da Itália: 2016–17

Santos
- Campeonato Brasileiro - Série B: 2024